# 日本スカイランタン協会
日本スカイランタン協会（にほんスカイランタンきょうかい）は、日本全国を中心に「スカイランタン」によるイベント展開をしている協会である。愛知県一宮市に本部を置く。

## 概要
LED電球、ヘリウムガスを使用し光るランタンを空へ浮かべるスカイランタンを様々な神社やイベントなどで行っている協会である。ランタンには糸を付けて回収できるよう環境に配慮しリサイクルの認識を高める活動の一環にも繋がっている。
また、日本スカイランタン協会が主催となった催事に関しては、収益の一部を各慈善団体等への寄付も積極的に行うとともに、スカイランタンの普及や宣伝、取り扱いや安全性の向上を計っている。

## イベント年表
- 2021年11月 - クリスマス一宮スカイランタンフェスタ2021 in ツインアーチ138
- 2022年5月 - 夜空カフェ in 岐阜柳ヶ瀬
- 2022年5月 - スカイランタンナイト with グラキャン in 石刀神社 NO.2
- 2022年6月 - スカイランタンナイト天空照-Sky illumination- in 石刀神社
- 2022年7月 - 天灯奉納- 天灯 amatomos スカイランタン in 八事山興正寺
- 2022年8月 - 【台風による雨天予報のため中止】天灯 amatomos スカイランタン -月下奉納- in 石刀神社
- 2022年8月 - スイートキャッスル ドリームナイト 夜のお菓子の城でスカイランタン スカイイルミネーション inお菓子の城